# Comitato Olimpico Honduregno
Il Comitato Olimpico Honduregno (noto anche come Comité Olímpico Hondureño in spagnolo) è un'organizzazione sportiva honduregna, nata nel 1956 a Tegucigalpa, Honduras.
Rappresenta questa nazione presso il Comitato Olimpico Internazionale (CIO) dal 1956 ed ha lo scopo di curare l'organizzazione ed il potenziamento dello sport in Honduras e, in particolare, la preparazione degli atleti honduregni, per consentire loro la partecipazione ai Giochi olimpici. L'associazione è, inoltre, membro dell'Organizzazione Sportiva Panamericana.
L'attuale presidente dell'organizzazione è Salvador Jiménez Càceres, mentre la carica di segretario generale è occupata da Oscar René Berganza Deras.